# Afritada
La afritada es un plato típico filipino que consiste en pollo, res o cerdo estofado en salsa de tomate con zanahorias, papas y pimientos morrones. También puede prepararse con mariscos y se suele servir con arroz blanco.

## Etimología
El nombre afritada proviene del término español fritada, que se refiere al primer paso de su preparación, en el cual la carne se fríe en sartén antes de cocinarse en la salsa de tomate.

## Descripción
Afritada es un plato estofado. Se prepara salteando carne picada junto con verduras como cebolla, ajo, pasta de tomate, zanahorias, papas, pimientos morrón y especias. Luego, la mezcla se cocina a fuego lento hasta que las verduras estén tiernas. Se sirve con arroz blanco.

## Variantes
Afritada recibe diferentes nombres según los ingredientes principales del plato. Las más comunes son afritadang manok (afritada de pollo), afritadang baka (afritada de res) y afritadang baboy (afritada de cerdo). También puede prepararse con mariscos, como pescado (afritadang isda) o mejillones (afritadang tahong), utilizando el mismo proceso básico que en las afritadas de carne.
Afritada también se cocina comúnmente al estilo hamonado (con trozos de piña). Esta variante dulce se conoce como "afritada de piña". Se confunde a menudo con el pininyahang manok, un estofado de pollo también hecho con piña, aunque este último no utiliza salsa de tomate.

## Platos similares
De manera similar, el menudo filipino y la kaldereta también utilizan salsa de tomate o kétchup de plátano. Sin embargo, el menudo incluye hígado en rodajas, mientras que la kaldereta se prepara exclusivamente con carne de cabra o, a veces, carne de res. El igado contiene hígado, pero no usa salsa de tomate.